# Goodnight Gotham
Goodnight Gotham  è un brano musicale della cantante barbadiana Rihanna, la quattordicesima traccia inclusa nell'edizione deluxe del suo ottavo album in studio Anti che è stato pubblicato il 29 gennaio 2016 dalla Westbury Road e dalla Roc Nation.

## Descrizione
La canzone è stata scritta da Paul Epworth, Florence Welch, Robyn Fenty, C. Boggs e prodotta da Mitus e Kuk Harrell. La canzone contiene elementi dal brano dei Florence and the Machine Only If For A Night. La canzone è stata rivelata quando la cantante l'ha utilizzata per promuovere la collezione di Dior. Più tardi è stata utilizzata anche nei video di ANTIdiaRy che Rihanna e Samsung hanno pubblicato per anticipare l'album qualche mese prima della pubblicazione.

## Video musicale
Il video promozionale del brano è stato girato a Parigi il 18 dicembre 2014 ed è stato pubblicato più tardi il 29 luglio 2016 sul suo canale Vevo; in esso la cantante va incontro ad alcuni fan nell'ambito di un raduno avvenuto presso Trocadéro. La sua durata è più corta di ventidue secondi rispetto alla versione inclusa nell'album.

## Classifiche
| Classifica (2016) | Posizione massima |
| ----------------- | ----------------- |
| Francia           | 114               |